# 5667 Nakhimovskaya
5667 Nakhimovskaya (1983 QH1) là một tiểu hành tinh vành đai chính được phát hiện ngày 16 tháng 8 năm 1983 bởi T. M. Smirnova ở Nauchnyj.